# امارانت دو مارانهائو
امارانت دو مارانهائو (به پرتغالی: Amarante do Maranhão) یک سکونتگاه مسکونی در برزیل است که در مارانیائو واقع شده‌است.